# すいれん舎
すいれん舎 (すいれんしゃ) は東京都千代田区に本社を置く出版社。歴史、特に住民運動資料等の書籍を中心に出版している。

## 概要
- 沿革：2004年創立
- 本社所在地：千代田区神田小川町3-14 第二万水ビル5B
- 最寄り駅：神保町駅、御茶ノ水駅